# 与板陣屋
与板（與板）陣屋（よいたじんや）は、越後国三島郡与板（現新潟県長岡市与板町与板甲）にあった陣屋。与板藩の藩庁で後に与板藩が城主格となったため与板（與板）城（よいたじょう）とも呼ばれる。

## 概要
寛永11年（1634年）、越後長岡藩主牧野忠成の次男、康成が1万石を分知されて与板藩を立藩し、藩庁として陣屋を築いたのが始まりである。当初、陣屋は南側の信濃川に近い神社のある辺りに所在した。
元禄15年（1702年）、牧野氏が信濃国小諸藩に転封になると一時天領となる。その後宝永2年（1705年）に遠江国掛川藩より、井伊直矩が入封した。文化元年（1804年）、井伊直朗の時に城主格となり、その後築城を始め、文政6年（1823年）に完成した。
慶応4年（1868年）戊辰戦争の際、藩主井伊直安は早々に新政府軍についた宗家彦根藩にならって新政府軍に恭順した。これに対し、奥羽越列藩同盟軍は「勤皇の与板藩」を攻撃するため、地蔵堂（現・新潟県燕市地蔵堂）、大川津（現・同市大川津）から与板へ進撃した。与板藩兵と同盟軍との間で激戦が展開された。5月28日戦火で与板城が焼失したが、大手門（搦手門）・切手門の焼失は免れた。

## 遺構
陣屋跡は与板ふれあい交流センターや一般住宅等となり遺構は存在しないが（それ以前は与板警察署が所在していた）、『与板藩城館跡』の石碑が建立され冠木門が復元されている。
現存建物は、本願寺新潟別院（長岡市与板町与板）に大手門、市内恩行寺山門に切手門が現存し、共に長岡市文化財に指定されている。